# A Wizard, a True Star
A Wizard, a True Star är ett album av den amerikanska musikern Todd Rundgren, utgivet 1973.
Rundgren hade året innan nått framgångar med albumet Something/Anything?, med populära poplåtar som "I Saw the Light" och "Hello It's Me". A Wizard, a True Star skilde sig en hel del från föregångaren. Det var psykedeliskt och med inslag av progressiv rock och Rundgrens något bisarra humor. Det blev inte ett lika populärt album som det föregående och stannade på plats 86 på Billboard 200. Musikkritikerna var ofta delade i sin uppfattning om albumet, men de flesta lyfte ändå fram någon eller några låtar som de gillade.
Albumets längd, 55 minuter och 56 sekunder, var på gränsen av vad som får plats på en LP-skiva. Detta gjorde att ljudkvalitén blev lidande, vilket Rundgren själv skrev om på skivomslaget. På CD-utgåvan har detta problem eliminerats.
Skivans ursprungliga konvolut var specialdesignat på de amerikanska utgåvorna. Hörnen var unikt rundat utformade, likaså skivans innerfodral där låttexterna fanns. Med skivan följde även ett vykort som gick att skicka till Todd Rundgren. Den som skrev sitt namn på detta kort lovades att få stå med på en plansch på Rundgrens nästkommande studioalbum Todd. Europeiska utgåvor och senare utgåvor av albumet har getts ut med ett standardfodral.
Albumet var en av titlarna i boken 1001 album du måste höra innan du dör.

## Låtlista
Samtliga låtar skrivna av Todd Rundgren, om inte annat anges.
1. "International Feel" - 2:50
2. "Never Never Land" (Comden, Green, Styne) - 1:34
3. "Tic Tic Tic, It Wears Off" - 1:14
4. "You Need Your Head" - 1:02
5. "Rock & Roll Pussy" - 1:08
6. "Dogfight Giggle" - 1:05
7. "You Don't Have to Camp Around" - 1:03
8. "Flamingo" - 2:34
9. "Zen Archer" - 5:35
10. "Just Another Onionhead; da da Dali" - 2:23
11. "When the Shit Hits the Fan/Sunset Blvd." - 4:02
12. "Le Feel Internacionale" - 1:51
13. "Sometimes I Don't Know What to Feel" - 4:16
14. "Does Anybody Love You?" - 1:31
15. "I'm So Proud: Ooh Baby Baby/La la Means I Love You/Cool Jerk" (Benson, Cleveland, Mayfield, Robinson, Stroball) - 10:34
16. "Hungry for Love" - 2:18
17. "I Don't Want to Tie You Down" - 1:56
18. "Is It My Name?" - 4:01
19. "Just One Victory" - 4:59